# Circle Takes the Square
Circle Takes the Square est un groupe de screamo américain, originaire de Savannah, en Géorgie. Le groupe débute avec un EP de sept morceaux musicaux en 2001, suivi d'une collaboration avec le groupe Pg. 99. En 2004, il commercialise As the Roots Undo,,,, aux labels Robotic Empire et HyperRealist Records. Le groupe commercialise son second album intitulé Decompositions le 21 décembre 2012 sous téléchargement payant.

## Style musical

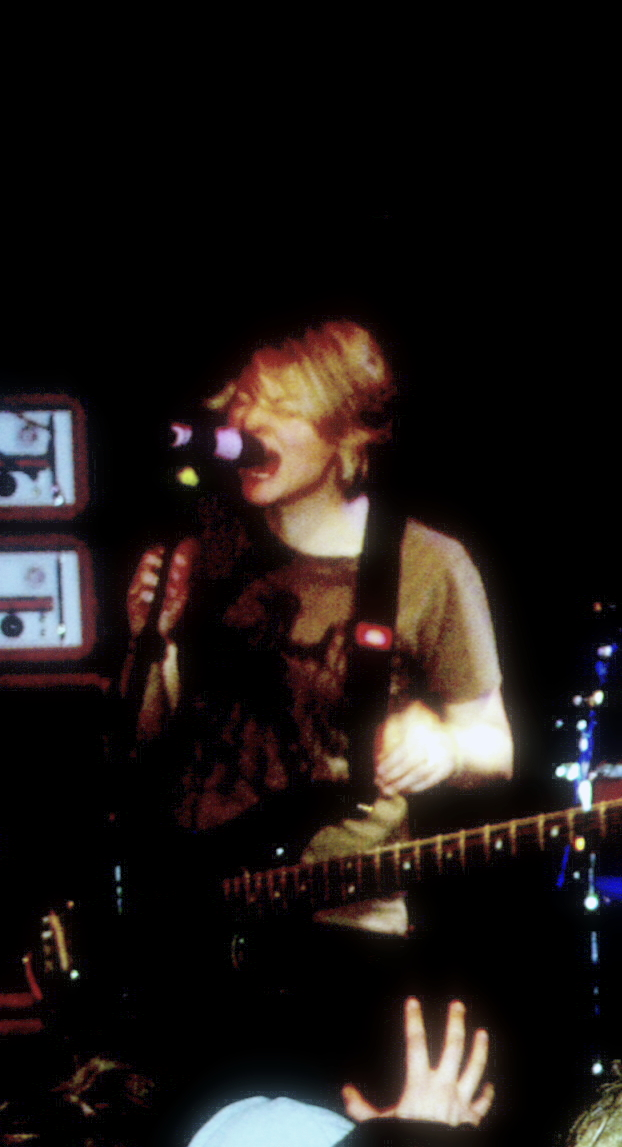
Stubelek avec Circle Takes the Square au House of Culture de Stockholm, en Suède en 2012.

Ben Sailer de Noisey écrit de As the Roots Undo, que Drew Speziale « [le] décrit 'comme l'album de punk rock de 2004', qui a réussi à mêler screamo des années 1990, grindcore fracturé, et post-rock expérimental. » Selon Metal Injection, Circle Takes the Square « ont fait de leur nom une légende... avec leur mélange d'expérimentation progressive, de punk hardcore DIY, de heavy metal, et de bruitisme... caractérisé par une fusion naturelle de structures de grindcore à tout péter et de dynamiques de guitare issues du post-punk. » Pour NPR Music, Lars Gotrich crédite Circle Takes the Square, avec Pg. 99 et Orchid, comme des pionniers du post-hardcore emo.

## Membres

### Membres actuels
- Drew Speziale – guitare, chant (depuis 2000)[10]
- Kathy Stubelek – basse, chant (depuis 2000)[10]
- David Rabitor – guitare, voix secondaires (depuis 2007)[10]
- Caleb Collins – batterie, percussions, échantillonneur (depuis 2007)[10]

### Anciens membres
- Robbie Rose – chant (1999–2000)
- Collin Kelly – guitare (1999–2002)
- Vilas Left – guitare (1987–2001)
- Jay Wynne – batteries, percussions (1999–2005)
- Bobby Scandiffio – guitare (2004–2006)
- Josh Ortega – batteries, percussions (2005–2007)

## Discographie

### EP
- 2001 : Circle Takes the Square
- 2002 : Document #13: Pyramids in Cloth (split avec Pg. 99)
- 2011 : Decompositions: Volume Number One, Chapter I: Rites of Initiation

### Collaborations
- 2003 : Crowquill — Building Records Presents 60 Songs
- 2004 : Non-Objective Portrait of Karma — Robotic Empire Sampler No. 2
- 2007 : The Conspiracy of Seeds — 65daysofstatic - The Destruction of Small Ideas